# Ambur
Ambur è una suddivisione dell'India, classificata come municipality, di 99.855 abitanti, situata nel distretto di Vellore, nello stato federato del Tamil Nadu. In base al numero di abitanti la città rientra nella classe II (da 50.000 a 99.999 persone).

## Geografia fisica
La città è situata a 12° 48' 33 N e 78° 42' 50 E.

## Società

### Evoluzione demografica
Al censimento del 2001 la popolazione di Ambur assommava a 99.855 persone, delle quali 49.452 maschi e 50.403 femmine. I bambini di età inferiore o uguale ai sei anni assommavano a 12.844, dei quali 6.417 maschi e 6.427 femmine. Infine, coloro che erano in grado di saper almeno leggere e scrivere erano 69.710, dei quali 37.247 maschi e 32.463 femmine.